# Coppa Italia (tennis tavolo maschile)
La Coppa Italia di tennistavolo maschile è stata disputata per la prima volta nel 1967.

## Albo d'Oro
| Edizione | Vincitore               |
| 1967     | C.S.I. Milano           |
| 1968     | C.S.I. Milano           |
| 1969     | C.S.I. Milano           |
| 1970     | C.S.I. Milano           |
| 1971     | C.S.I. Milano           |
| 1972     | C.U.S. Firenze          |
| 1973     | C.S.I. Milano           |
| 1974     | Marbert Roma            |
| 1975     | C.U.S. Firenze          |
| 1976     | Vitamirella S. Elpidio  |
| 1977     | Tennistavolo Senigallia |
| 1978     | Vitamirella S. Elpidio  |
| 1979     | Esperia Panzeri Como    |
| 2018     | Apuania Carrara         |
| 2019     | Top Spin Messina        |
| 2020     | Top Spin Messina        |
| 2021     | Apuania Carrara         |
| 2022     | Apuania Carrara         |
| 2023     | Apuania Carrara         |
| 2024     | Apuania Carrara         |

## Vittorie per club
| Club                | Vittorie |
| ------------------- | -------- |
| Milano              | 6        |
| Apuania Carrara     | 5        |
| Sant'Elpidio a Mare | 2        |
| Messina             | 2        |
| Firenze             | 2        |
| Roma                | 1        |
| Senigallia          | 1        |
| Como                | 1        |